# Совліни
Совліни (пол. Sowliny) — село в Польщі, у гміні Ліманова Лімановського повіту Малопольського воєводства.
Населення — 748 осіб (2011).
У 1975-1998 роках село належало до Новосондецького воєводства.

## Демографія
Демографічна структура станом на 31 березня 2011 року:
|          | Загалом | Допрацездатний вік | Працездатний вік | Постпрацездатний вік |
| -------- | ------- | ------------------ | ---------------- | -------------------- |
| Чоловіки | 372     | 89                 | 250              | 33                   |
| Жінки    | 376     | 96                 | 210              | 70                   |
| Разом    | 748     | 185                | 460              | 103                  |